# Sympleurotis wappesi
Sympleurotis wappesi är en skalbaggsart som beskrevs av Júlio och Monné 2005. Sympleurotis wappesi ingår i släktet Sympleurotis och familjen långhorningar.
Artens utbredningsområde är Guatemala. Inga underarter finns listade i Catalogue of Life.